# Gran Premio de Argentina de Motociclismo
El Gran Premio de Argentina de Motociclismo, también denominado Gran Premio de la República Argentina es una carrera de motociclismo de velocidad perteneciente al Campeonato Mundial de Motociclismo. Se disputó en diversos períodos. El Autódromo de Buenos Aires albergó la carrera desde 1961 hasta 1963, en 1982, 1987, 1994, 1995, 1997 a 1999. Desde 2014, Argentina volvió a ser sede de ese campeonato, pero esta vez en el Autódromo Internacional de Termas de Río Hondo.
El vencedor de la edición 2015 fue Valentino Rossi, quien volvió a triunfar en Argentina luego de hacerlo en 1998 y 1999 en 250cc. El Gran Premio se ha mantenido en el calendario desde entonces, aunque en 2020 y 2021 no se disputó debido a la pandemia de COVID-19. En 2024, el gran premio fue cancelado del campeonato por desacuerdos en la organización. Se disputara de nuevo en la temporada 2025. 

## Ganadores

### Ganadores múltiples (pilotos)
| # Victorias | Piloto          | Victorias | Victorias              |
| # Victorias | Piloto          | Categoría | Años ganador           |
| ----------- | --------------- | --------- | ---------------------- |
| 4           | Marc Márquez    | MotoGP    | 2014, 2016, 2019, 2025 |
| 3           | Tom Phillis     | 250 cc    | 1960, 1961             |
| 3           | Tom Phillis     | 125 cc    | 1961                   |
| 3           | Hugh Anderson   | 125 cc    | 1962                   |
| 3           | Hugh Anderson   | 50 cc     | 1962, 1963             |
| 3           | Mick Doohan     | 500 cc    | 1994, 1995, 1998       |
| 2           | Ángel Nieto     | 125 cc    | 1981, 1982             |
| 2           | Valentino Rossi | MotoGP    | 2015                   |
| 2           | Valentino Rossi | 250 cc    | 1998                   |
| 2           | Johann Zarco    | Moto2     | 2015, 2016             |
| 2           | Marco Bezzecchi | MotoGP    | 2023                   |
| 2           | Marco Bezzecchi | Moto3     | 2018                   |

### Ganadores múltiples (constructores)
| # Victorias | Constructor | Victorias | Victorias                                      |
| # Victorias | Constructor | Categoría | Años ganador                                   |
| ----------- | ----------- | --------- | ---------------------------------------------- |
| 20          | Honda       | MotoGP    | 2014, 2016, 2018, 2019                         |
| 20          | Honda       | 500 cc    | 1994, 1995, 1998                               |
| 20          | Honda       | 250 cc    | 1960, 1961, 1987, 1994                         |
| 20          | Honda       | Moto3     | 2015, 2016, 2017, 2023                         |
| 20          | Honda       | 125 cc    | 1961, 1963, 1995, 1998, 1999                   |
| 8           | Kalex       | Moto2     | 2014, 2015, 2016, 2017, 2018, 2019, 2022, 2023 |
| 7           | Yamaha      | MotoGP    | 2015, 2017                                     |
| 7           | Yamaha      | 500 cc    | 1982, 1987                                     |
| 7           | Yamaha      | 350 cc    | 1982                                           |
| 7           | Yamaha      | 250 cc    | 1999                                           |
| 7           | Yamaha      | 125 cc    | 1994                                           |
| 4           | Suzuki      | 500 cc    | 1999                                           |
| 4           | Suzuki      | 125 cc    | 1962                                           |
| 4           | Suzuki      | 50 cc     | 1962, 1963                                     |
| 4           | KTM         | Moto3     | 2014, 2018, 2019, 2025                         |
| 3           | Aprilia     | MotoGP    | 2022                                           |
| 3           | Aprilia     | 250 cc    | 1995, 1998                                     |
| 2           | Matchless   | 500 cc    | 1961, 1962                                     |
| 2           | Ducati      | MotoGP    | 2023, 2025                                     |
|             | Ducati      |           |                                                |

### Ganadores Múltiples (países)
| # Victorias | País           | Victorias | Victorias                          |
| # Victorias | País           | Categoría | Años ganador                       |
| ----------- | -------------- | --------- | ---------------------------------- |
| 16          | España         | MotoGP    | 2014, 2016, 2017, 2019, 2022, 2025 |
| 16          | España         | Moto2     | 2014                               |
| 16          | España         | 250 cc    | 1987                               |
| 16          | España         | Moto3     | 2017, 2019, 2022, 2025             |
| 16          | España         | 125 cc    | 1981, 1982, 1994, 1995             |
| 13          | Italia         | MotoGP    | 2015, 2023                         |
| 13          | Italia         | Moto2     | 2017, 2018, 2019, 2022, 2023       |
| 13          | Italia         | 250 cc    | 1963, 1995, 1998                   |
| 13          | Italia         | Moto3     | 2014, 2018                         |
| 13          | Italia         | 125 cc    | 1999                               |
| 6           | Australia      | 500 cc    | 1994, 1995, 1998                   |
| 6           | Australia      | 250 cc    | 1960, 1961                         |
| 6           | Australia      | 125 cc    | 1961                               |
| 5           | Gran Bretaña   | 500 cc    | 1963                               |
| 5           | Gran Bretaña   | Moto2     | 2025                               |
| 5           | Gran Bretaña   | 250 cc    | 1962                               |
| 5           | Gran Bretaña   | Moto3     | 2015                               |
| 5           | Gran Bretaña   | 125 cc    | 1960                               |
| 4           | Francia        | Moto2     | 2015, 2016                         |
| 4           | Francia        | 250 cc    | 1981, 1999                         |
| 3           | Argentina      | 500 cc    | 1960, 1961, 1962                   |
| 3           | Nueva Zelanda  | 125 cc    | 1962                               |
| 3           | Nueva Zelanda  | 50 cc     | 1962, 1963                         |
| 3           | Estados Unidos | 500 cc    | 1982, 1987, 1999                   |
| 3           | Japón          | 250 cc    | 1994                               |
| 3           | Japón          | Moto3     | 2023                               |
| 3           | Japón          | 125 cc    | 1998                               |

### Por año
Resultados en rosado indican que no fue parte del Campeonato del Mundo de Motociclismo.
| Año  | Circuito            | Moto3                        | Moto3                        | Moto2                        | Moto2                        | MotoGP                       | MotoGP                       |                              |
| Año  | Circuito            | Piloto                       | Constructor                  | Piloto                       | Constructor                  | Piloto                       | Constructor                  |                              |
| ---- | ------------------- | ---------------------------- | ---------------------------- | ---------------------------- | ---------------------------- | ---------------------------- | ---------------------------- | ---------------------------- |
| 2025 | Termas de Río Hondo | Ángel Piqueras               | KTM                          | Jake Dixon                   | Boscoscuro                   | Marc Márquez                 | Ducati                       |                              |
| 2024 | Termas de Río Hondo | Edición cancelada            | Edición cancelada            | Edición cancelada            | Edición cancelada            | Edición cancelada            | Edición cancelada            | Edición cancelada            |
| 2023 | Termas de Río Hondo | Tatsuki Suzuki               | Honda                        | Tony Arbolino                | Kalex                        | Marco Bezzecchi              | Ducati                       |                              |
| 2022 | Termas de Río Hondo | Sergio García                | Gas Gas                      | Celestino Vietti             | Kalex                        | Aleix Espargaró              | Aprilia                      |                              |
| 2021 | Termas de Río Hondo | Edición cancelada - COVID-19 | Edición cancelada - COVID-19 | Edición cancelada - COVID-19 | Edición cancelada - COVID-19 | Edición cancelada - COVID-19 | Edición cancelada - COVID-19 | Edición cancelada - COVID-19 |
| 2020 | Termas de Río Hondo | Edición cancelada - COVID-19 | Edición cancelada - COVID-19 | Edición cancelada - COVID-19 | Edición cancelada - COVID-19 | Edición cancelada - COVID-19 | Edición cancelada - COVID-19 | Edición cancelada - COVID-19 |
| 2019 | Termas de Río Hondo | Jaume Masiá                  | KTM                          | Lorenzo Baldassarri          | Kalex                        | Marc Márquez                 | Honda                        |                              |
| 2018 | Termas de Río Hondo | Marco Bezzecchi              | KTM                          | Mattia Pasini                | Kalex                        | Cal Crutchlow                | Honda                        |                              |
| 2017 | Termas de Río Hondo | Joan Mir                     | Honda                        | Franco Morbidelli            | Kalex                        | Maverick Viñales             | Yamaha                       |                              |
| 2016 | Termas de Río Hondo | Khairul Idham Pawi           | Honda                        | Johann Zarco                 | Kalex                        | Marc Márquez                 | Honda                        |                              |
| 2015 | Termas de Río Hondo | Danny Kent                   | Honda                        | Johann Zarco                 | Kalex                        | Valentino Rossi              | Yamaha                       |                              |
| 2014 | Termas de Río Hondo | Romano Fenati                | KTM                          | Esteve Rabat                 | Kalex                        | Marc Márquez                 | Honda                        |                              |

| Año  | Circuito     | 50 cc         | 50 cc       | 125 cc          | 125 cc      | 250 cc              | 250 cc      | 350 cc        | 350 cc        | 500 cc               | 500 cc      |
| Año  | Circuito     | Piloto        | Constructor | Piloto          | Constructor | Piloto              | Constructor | Piloto        | Constructor   | Piloto               | Constructor |
| ---- | ------------ | ------------- | ----------- | --------------- | ----------- | ------------------- | ----------- | ------------- | ------------- | -------------------- | ----------- |
| 1999 | Buenos Aires |               |             | Marco Melandri  | Honda       | Olivier Jacque      | Yamaha      |               |               | Kenny Roberts, Jr.   | Suzuki      |
| 1998 | Buenos Aires |               |             | Tomomi Manako   | Honda       | Valentino Rossi     | Aprilia     |               |               | Mick Doohan          | Honda       |
| 1995 | Buenos Aires |               |             | Emilio Alzamora | Honda       | Max Biaggi          | Aprilia     |               |               | Mick Doohan          | Honda       |
| 1994 | Buenos Aires |               |             | Aspar Martínez  | Yamaha      | Tadayuki Okada      | Honda       |               |               | Mick Doohan          | Honda       |
| 1987 | Buenos Aires |               |             |                 |             | Sito Pons           | Honda       |               |               | Eddie Lawson         | Yamaha      |
| 1982 | Buenos Aires |               |             | Ángel Nieto     | Garelli     |                     |             | Carlos Lavado | Yamaha        | Kenny Roberts        | Yamaha      |
| 1981 | Buenos Aires |               |             | Ángel Nieto     | Minarelli   | Jean-François Baldé | Kawasaki    | Jon Ekerold   | Bimota-Yamaha |                      |             |
| 1963 | Buenos Aires | Hugh Anderson | Suzuki      | Jim Redman      | Honda       | Tarquinio Provini   | Morini      |               |               | Mike Hailwood        | MV Agusta   |
| 1962 | Buenos Aires | Hugh Anderson | Suzuki      | Hugh Anderson   | Suzuki      | Arthur Wheeler      | Moto Guzzi  |               |               | Benedicto Caldarella | Matchless   |
| 1961 | Buenos Aires |               |             | Tom Phillis     | Honda       | Tom Phillis         | Honda       |               |               | Jorge Kissling       | Matchless   |
| 1960 | Buenos Aires |               |             | John Grace      | Bultaco     | Tom Phillis         | Honda       |               |               | Juan Carlos Salatino | Gilera      |